# Distretto di Kyerwa
Il distretto di Kyerwa è un distretto della Tanzania situato nella regione del Kagera. È suddiviso in 24 circoscrizioni (wards) e conta una popolazione di 412 918 abitanti (censimento 2022)..

## Suddivisione amministrativa
Il distretto è diviso nelle seguenti circoscrizioni (wards), tra parentesi gli abitanti (censimento 2022):
1. Bugara (10 544)
2. Bugomora (13 982)
3. Businde (17 699)
4. Isingiro (19 545)
5. Iteera (12 453)
6. Kaisho (12 099)
7. Kakanja (12 148)
8. Kamuli (20 669)
9. Kibare (24 075)
10. Kibingo (23 569)
11. Kikukuru (23 363)
12. Kimuli (11 298)
13. Kitwe (7 876)
14. Kitwechenkura (16 106)
15. Kyerwa (13 536)
16. Mabira (29 595)
17. Murongo (20 599)
18. Nkwenda (29 757)
19. Nyakatuntu (18 888)
20. Nyaruzumbura (14 499)
21. Rukuraijo (9 673)
22. Rutunguru (14 756)
23. Rwabwere (11 700)
24. Songambele (24 481)